# ورزشگاه ویکتوریا گراند
ورزشگاه ویکتوریا گراند (انگلیسی: Victoria Ground) یک ورزشگاه فوتبال در استوک-آن-ترنت، انگلستان بوده است.
این ورزشگاه که در سال ۱۸۷۸ میلادی تأسیس شده بود در مه ۱۹۹۷ بسته و در ژوئن ۱۹۹۷ تخریب شده است، ویکتوریا گراند ۲۵٬۰۰۰ نفر ظرفیت داشته و از سال ۱۸۷۸ تا ۱۹۹۷ ورزشگاه خانگی باشگاه فوتبال استوک سیتی بوده است.

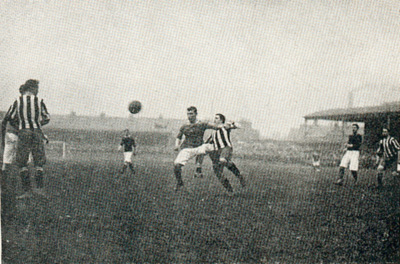
ورزشگاه در سال ۱۹۰۶